# Mithraeum de Gimmeldingen
Le mithraeum de Gimmeldingen est un mithraeum construit au IVe siècle dans le quartier de Gimmeldingen de la ville de Neustadt an der Weinstraße, en Rhénanie-Palatinat,.

## Historique

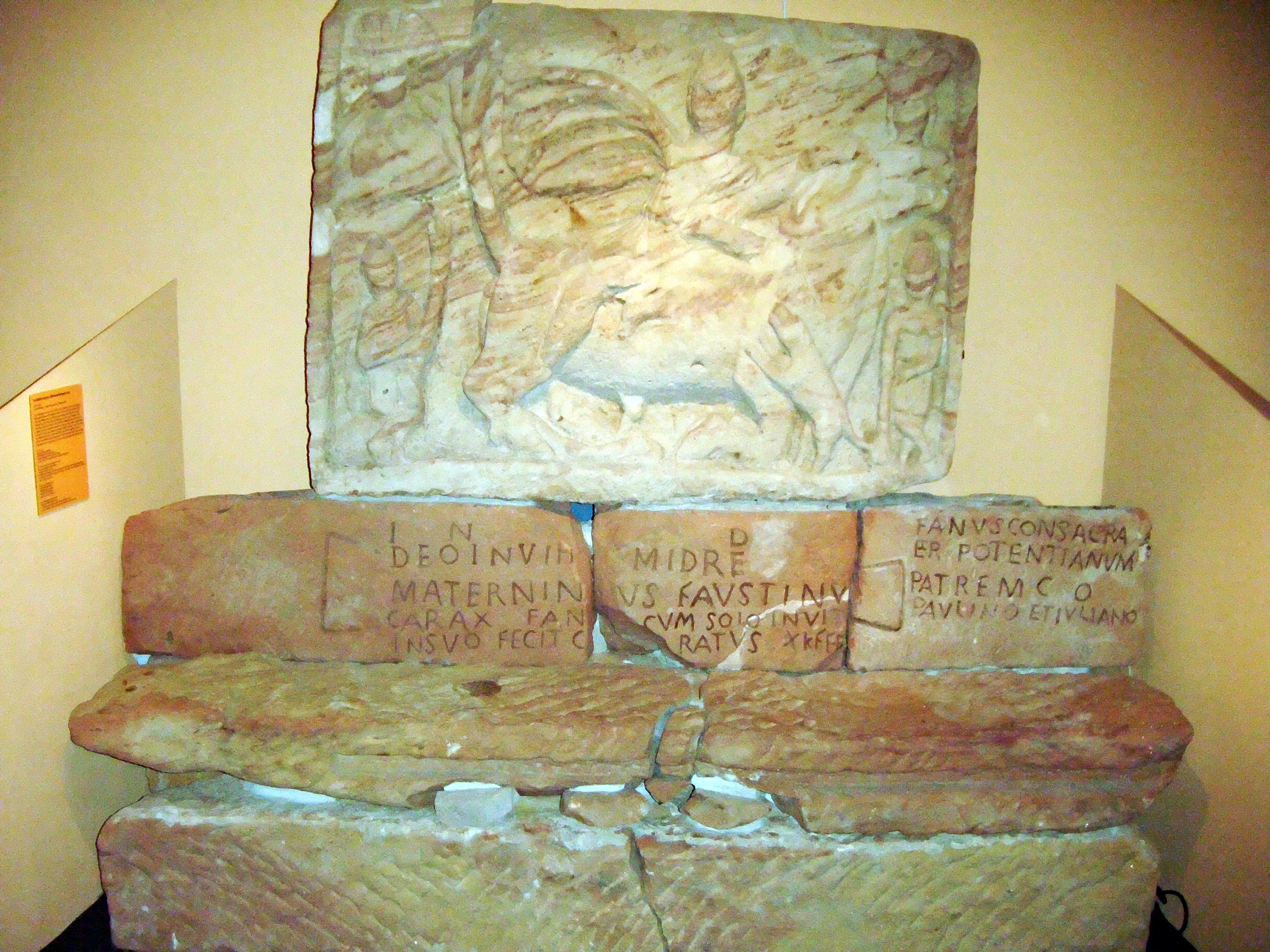
Gros plan de l'autel de Mithra dans le musée historique du Palatinat.

Ce temple romain dédié au culte de Mithra portait une inscription datant de 325 apr. J.-C. Il n'en reste que quelques vestiges car la zone avait été recouverte d'une église chrétienne au Moyen Âge.
Ce lieu de culte se trouvait dans la zone de l'ancien village de Lobloch, qui fut absorbé en 1751 par le plus grand village voisin de Gimmeldingen ; En 1969, Gimmeldingen a été incorporée à Neustadt.
Le terrain du temple est situé à 166 m d'altitude. Il occupait un versant sud qui s'étend au nord de la plaine inondable du Mußbach. Il est désormais bordé par deux rues parallèles du sud-est au nord-ouest ; La Loblocher Straße en contrebas et la Kurpfalzstraße en haut et sont reliées à la limite est du site par un escalier piétonnier.

## Le bâtiment

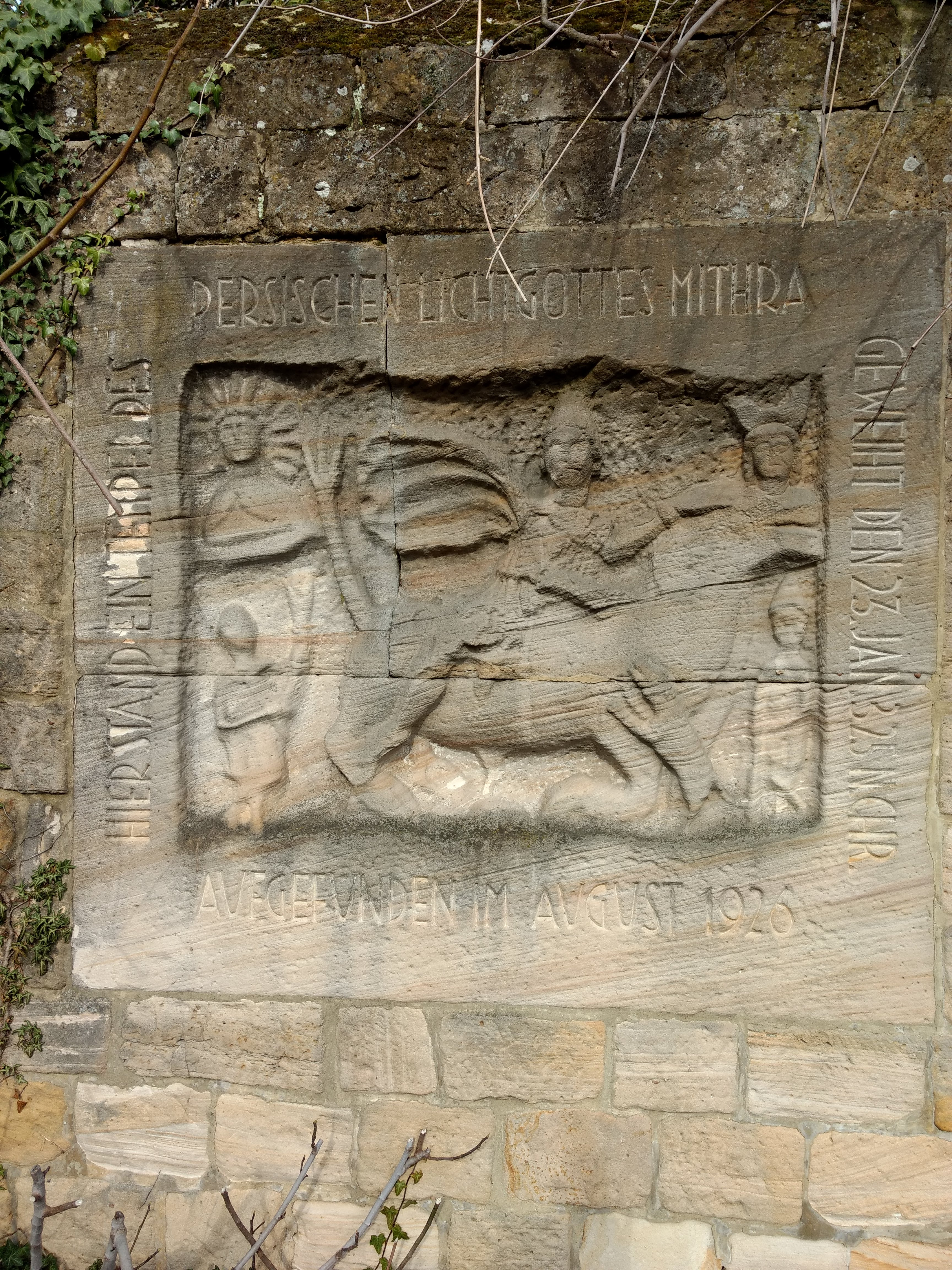
Bas-relief en grès de la tauroctonie, le sacrifice rituel d'un taureau, a été trouvée dans les murs de fondation d'un temple de Mithra fouillé en 1926. La réplique photographiée est encastrée dans un mur sur place ; l'original se trouve au Musée historique du Palatinat à Spire.

Le 23 janvier 325 apr. J.-C., le romain Materninius Faustinus fit consacrer le temple sur le versant sud décrit en l'honneur du dieu Mithra .  On ne sait rien du sort futur du sanctuaire. Après qu'il soit devenu une ruine au fil du temps ou ait été délibérément détruit, l'église Saint-Nicolas actuelle a été construite sur les ruines à l'époque romane, et le bâtiment actuel de l'église a ensuite été construit dans le haut gothique peu après 1400.
En 1926, des travaux de construction eurent lieu à l'ouest de l'église Saint-Nicolas. Les murs de fondation du temple ont été retrouvés ainsi qu'une image en bas-relief en pierre montrant la tauroctonie, le sacrifice rituel d'un taureau et quatre autels de consécration.
Les découvertes du mithraeum se trouvent au Musée historique du Palatinat à Spire. Une réplique du relief culte en grès clair de la basse chaîne de montagnes voisine est encastrée dans un mur d'enceinte sur la Loblocher Straße, à gauche de l'entrée de l'église.
Selon l'étiquette du Musée historique du Palatinat, il s'agit du plus jeune sanctuaire de Mithra découvert dans l'Empire romain.